# 무사시나카하라역
무사시나카하라역(일본어: 武蔵中原駅, むさしなかはらえき)은 일본 가나가와현 가와사키시 나카하라구에 있는 동일본 여객철도(JR 동일본) 난부 선의 철도역이다.

## 역 구조
- 섬식 승강장 2면 4선의 고가역.
- 1, 4번선은 본선이다.
- 2, 3번선은 나카하라 전철구(차량기지)에서의 입출고 선에 되고 있어서 주로 시발, 종착 열차가 사용한다.
- 1990년 12월 20일까지는 단선 승강장 1면 1선과 섬식 승강장 1면 2선의 계 2면 3선의 지상역이었다.

### 타는 곳
| 1, 2 | ■ 난부 선 | 무사시코스기, 가와사키 방면               |
| 3, 4 | ■ 난부 선 | 무사시미조노쿠치, 노보리토, 다치카와 방면 |

## 이용 상황
2008년도의 1일 평균 승차 인원은 31,396명이었다. 갈아타는 노선이 없는 난부 선의 역으로서 가장 많다.

## 역사
- 1927년 11월 1일 - 난부 철도 가와사키역 - 노보리토역 간의 개업시에 개업.
- 1944년 4월 1일 - 난부 철도의 국유화에 의해 일본국유철도 난부 선의 역이 된다.
- 1961년 1월 16일 - 화물 취급을 폐지.
- 1987년 4월 1일 - 국철 분할 민영화에 의해 동일본 여객철도 난부 선의 역이 된다.
- 1990년 12월 20일 - 고가화. 가와사키 방면에 0.2km 이전.

## 인접한 역
| 동일본 여객철도 난부 선          | 동일본 여객철도 난부 선 | 동일본 여객철도 난부 선        |
| -------------------------------- | ----------------------- | ------------------------------ |
| JN 07 무사시코스기 가와사키 방면 | 난부 선                 | JN 09 무사시신조 다치카와 방면 |